# 인내주의
인내주의 또는 지구력 이론은 지속성과 동일성의 철학적 이론이다. 인내주의의 관점에 따르면 재료적 객체는 자신의 존재의 모든 순간에 완전히 존재하는 삼차원적 개인이다. 이 항상 존재로서의 개인의 개념은, 물체가 시간적 부분 또는 단계의 연속으로 유지되는 지속주의와 사차원주의와 대향된다. "인내"와 "지속"의 쓰임은 데이비드 루이스로 거슬러 올라가 객체를 유지하는 것으로 생각될 수 있는 두 가지 방법으로 구분한다.

## 같이 보기
- 알프레드 노스 화이트헤드
- A연속과 B연속
- 상대 이론
- 데이비드 루이스
- 본질주의
- 동일성과 변화
- J.J.C. 스마트
- 로런츠 에테르 이론
- 시간과 공간의 철학